# Juicio político de Guillermo Lasso
El juicio político de Guillermo Lasso fue un procedimiento legislativo llevado a cabo por la Asamblea Nacional del Ecuador de conformidad a los parámetros establecidos por la Constitución de la República, debido a las acusaciones de corrupción en empresas públicas dentro del caso Encuentro. Luego de las investigaciones realizadas por la Comisión Multipartidista Ocasional para la verdad, justicia y la lucha contra la corrupción en el caso «El Gran Padrino», se presentó un informe no vinculante que dio paso a que el Pleno de la Asamblea apruebe iniciar el trámite de enjuiciamiento político contra el primer mandatario el 4 de marzo de 2023.
El trámite del juicio político inició el 16 de marzo, siendo su admisibilidad aprobada por dictamen de la Corte Constitucional, el 29 de marzo. Posteriormente, el trámite del juicio pasó a manos de la Comisión de Fiscalización de la Asamblea Nacional, donde se presentaron las respectivas pruebas, además de varias comparecencias de funcionarios y exfuncionarios del gobierno de Lasso. Dicha comisión debía presentar un informe al respecto, pero el presidente de la comisión, Fernando Villavicencio, presentó por su cuenta un informe borrador, que finalmente fue rechazado al ser sometido a votación por la Comisión de Fiscalización. Tras aquello, el Pleno de la Asamblea Nacional dio paso al proceso de juicio político en una votación realizada el 9 de mayo.
El juicio político, como tal, se dio el 16 de mayo de 2023, con la interpelación de los asambleístas Viviana Veloz y Esteban Torres. Posteriormente, el presidente Lasso comapreció ante el Pleno Legislativo, sin embargo, no ejerció su derecho a la réplica, cosa que sí hicieron sus interpelantes. Tras estas intervenciones, el Presidente de la Asamblea, Virgilio Saquicela, abrió el debate.  No obstante, el presidente Lasso, a primera hora del día siguiente, disolvió el parlamento a través del decreto 741, en el que activó el artículo 148 de la Constitución Nacional, denominado «muerte cruzada», argumentando «grave crisis política y conmoción interna» en el país. Con esta medida, el gobierno obstruyó por completo el desenlace del juicio político.

## Antecedentes

### Caso Encuentro
El medio de comunicación digital La Posta, publicó un reportaje periodístico denominado El Gran Padrino el 9 de enero de 2023, en el que detallaba una presunta trama de corrupción dentro de las empresas públicas que giraría en torno a Danilo Carrera Drouet, cuñado del presidente Guillermo Lasso.
Según el reportaje, Leonardo Cortázar, quien fue denominado como un «zar de las eléctricas», y sería vinculado a políticos como el asambleísta Ronny Aleaga (de RC), y Gary Moreno (hermano del expresidente Lenin Moreno), para posicionarse dentro de CNEL, tuvo conversaciones con el ministro César Monge para que él y otros operadores se queden dentro de la institución tras el cambio de gobierno, llegando a un acuerdo, y que, tras el fallecimiento de Monge, su viuda intercedió por ellos ante el presidente Lasso para que no los deje fuera (según declaraciones de Cortázar). Las averiguaciones posicionaban a Cortázar como operario de Rubén Cherres Faggioni, amigo de Danilo Carrera. 
El reportaje de El Gran Padrino se detalla que Guillermo Lasso desde el inicio de su mandato se planteó tener un equipo de asesores privados que supervisen a las empresas públicas para que tengan mayor rentabilidad usando una visión de experiencia desde el sector privado, y es por ello que le da la supervisión del manejo de las empresas públicas a su cuñado, Danilo Carrera; sin embargo, él no quiso ser solo un asesor -según La Posta- sino que hizo posible el nombramiento de Hernán Luque Lecaro como nuevo presidente del Directorio de la Empresa Coordinadora de Empresas Públicas (EMCO), para poder dirigir las empresas a través de él. Según Boscán, varios proveedores de las empresas públicas señalaron que durante el período en que la trama operó, se les fueron solicitados el pago de coimas. Específicamente, proveedores de CNEL y CELEC afirmaron -según La Posta- que no solo les pedían dinero para participar y ganar en concursos, sino para que también se les hagan efectivo los pagos.
Sin embargo, la principal anomalía que se descubrió es la vinculación que tenía Rubén Cherres Faggioni con la mafia albanesa.

### Comisión ocasional sobre caso El Gran Padrino

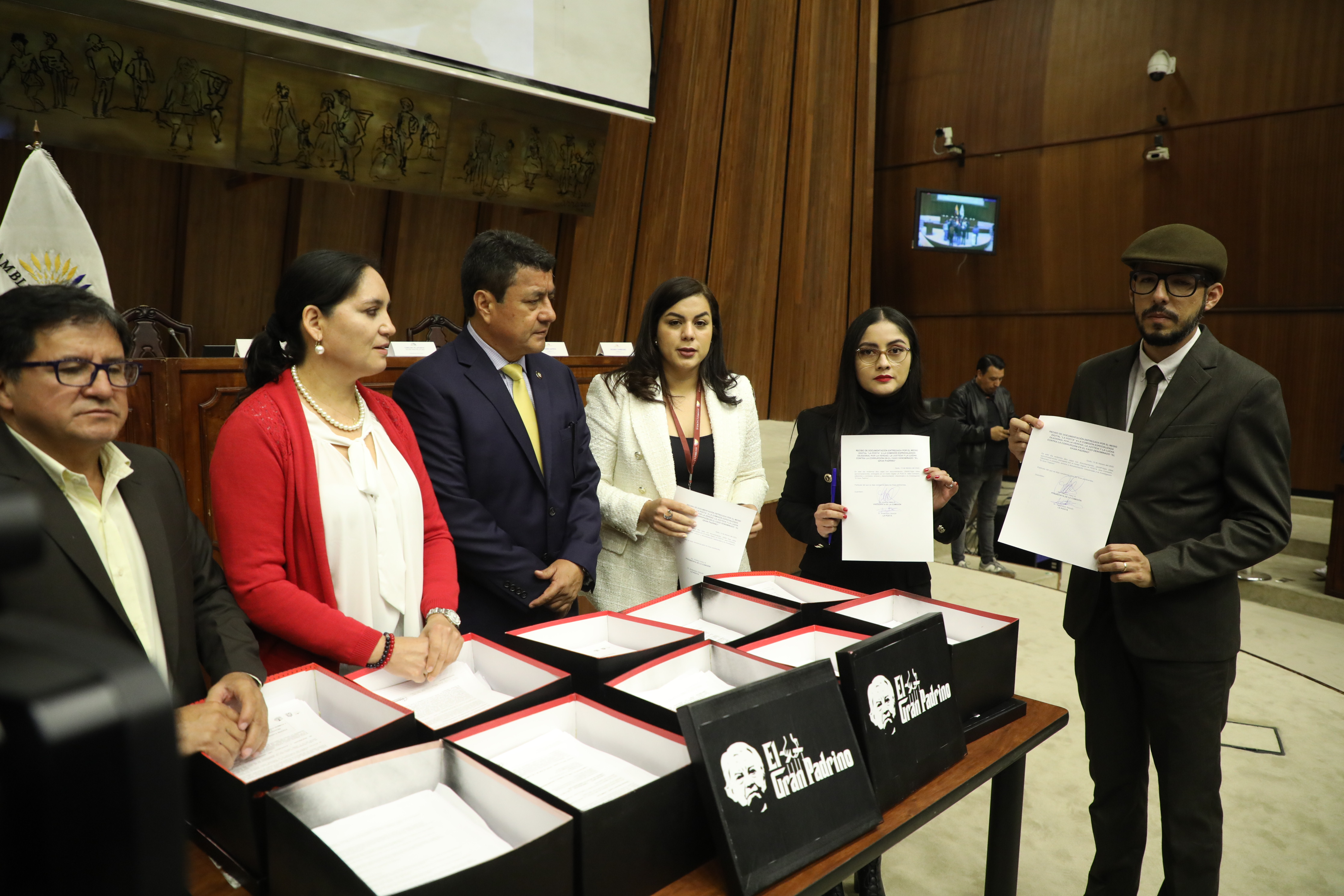
Comparecencia del periodista Andersson Boscán (derecha) del medio La Posta, ante la Asamblea Nacional. Boscán hizo entrega de toda la documentación de la investigación periodística a la Comisión ocasional.

El 18 de enero de 2023, la Asamblea Nacional creó la Comisión Multipartidista Ocasional para la verdad, justicia y la lucha contra la corrupción en el caso El Gran Padrino. la Asamblea aprobó la creación de la comisión con 94 votos a favor, 2 en contra y 28 abstenciones. La comisión fue conformada por Viviana Veloz (por RC), Pedro Zapata (del PSC), Diego Esparza (asambleísta independiente), Rodrigo Fajardo (de la ID), Gruber Zambrano (del oficialismo), Augusto Guamán (independiente de oposición) y Mireya Pazmiño (de los denominados «rebeldes» de Pachakutik). Pachakutik protestó debido a la designación de Mireya Pazmiño como representante de su bancada ya que ha tenido distanciamiento con ellos, pero Yeseña Guamaní (ID) expresó que la asambleísta Pazmiño no tiene una expulsión en firme por parte de la bancada, por lo que sería apta para su representación; ante esto la mayoría del bloque de Pachakutik se abstuvo de votar. Luego de intervenciones de otros asambleístas que manifestaban inconformidad con la creación de la comisión ocasional ya que otras comisiones permanentes podrían llevar la investigación; y, que la finalidad también debería ser investigar irregularidades sobre los presuntos aportes de dinero por parte del crimen organizado a la campaña del asambleísta Ronny Aleaga, pretensión que fue rechazada. Finalmente se decidió oficializar la comisión y se solicitó a las demás comisiones de la Asamblea se abstengan de investigar el caso El Gran Padrino.

## Trámite de juicio político

### Solicitud de juicio político

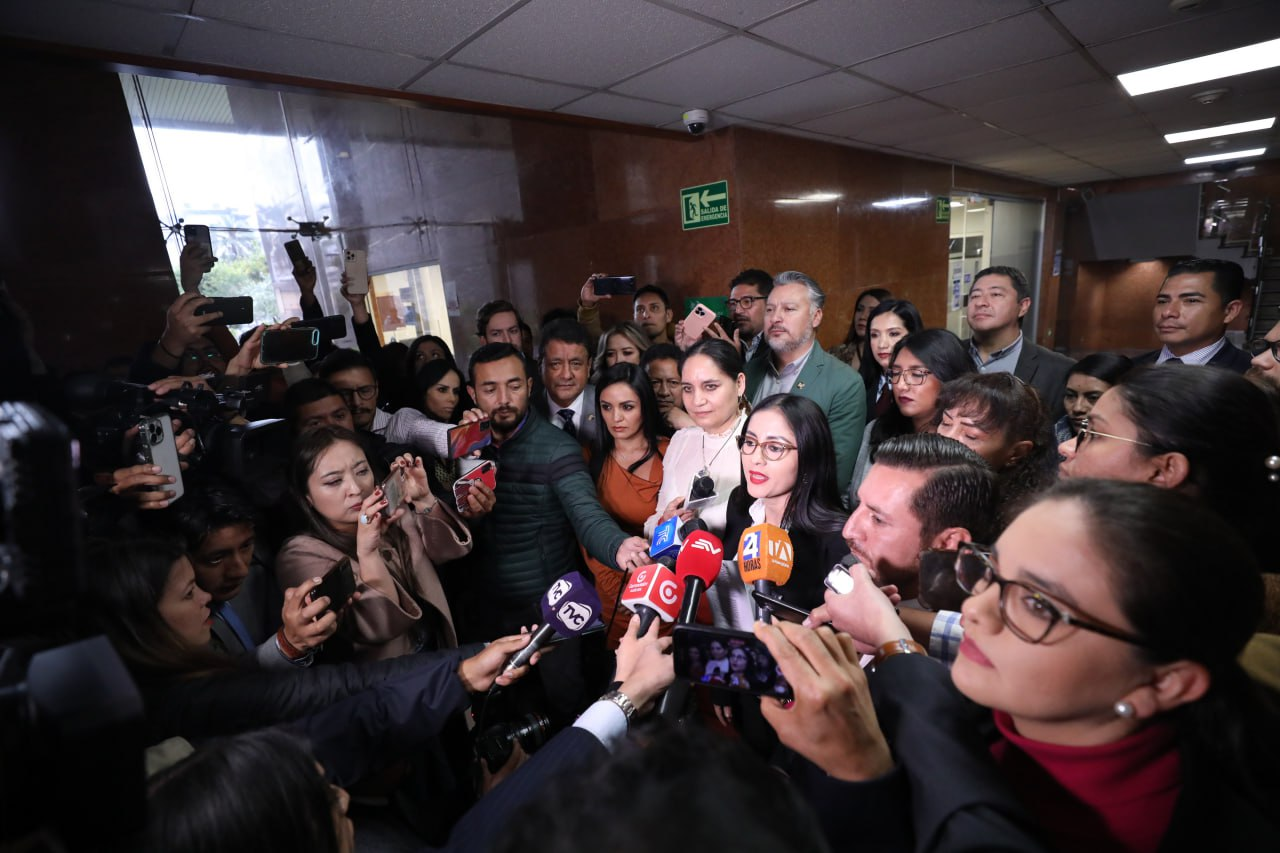
Entrega del informe no vinculante de la Comisión ocasional legislativa a cargo del caso Gran Padrino

La bancada Unión por la Esperanza, en conjunto a la bancada del Partido Social Cristiano, suscribieron respaldo a la solicitud de juicio político presentado el 16 de marzo de 2023, por la asambleísta Viviana Veloz (RC), Mireya Pazmiño (Pachakutik «rebelde»), Pedro Zapata (socialcristiano), Rodrigo Fajardo (ex Izquierda Democrática). En total consiguieron 59 firmas de respaldo, dando inicio oficial al trámite de juicio político. Sin embargo, varios analistas y expertos en Derecho constitucional expresaron que existían varios errores al momento plantear las acusaciones.
Los alcances se realizaron desde el mismo día que se planteó la solicitud. En el primer alcance del 16 de marzo, Viviana Veloz enmendó errores sobre la invocación de normas respecto de las atribuciones del órgano lesgislativo; en el segundo alcance del 23 de marzo, se corrigió la invocación de los artículos 278 y 281 del Código Orgánico Integral Penal con respecto a los tipos penales de concusión y peculado, ya que inicialmente se citó dichos artículos sin tomar en consideración las reformas legales que los había modificado desde el 2021. El asambleísta Fernando Villavicencio también señaló que en el pedido de interpelación se mencionaba como jurisprudencia la sentencia 0038 de la Corte Constitucional, misma que trataba sobre una indemnización a una asociación de fabricantes de alimentos para animales.
Debido a la detección de errores, se requirió un informe previo de la Unidad Técnica Legislativa (UTL), existió un pedido de reconsideración de votos que apoyaron la moción; y también se dio plazo de tres días para que los acusadores completen y subsanen la solicitud de interpelación; por lo que la solicitud de juicio permaneció 8 días en total en la presidencia de la Asamblea y en el Consejo de Administración Legislativa (CAL). Finalmente, el 24 de marzo de 2023, el CAL decidió resolver mediante la votación de sus siete miembros sobre el juicio, de los cuales con cinco votos pertenecientes a Virgilio Saquicela (independiente, presidente de la Asamblea), Marcela Holguín (de RC, primera vicepresidenta de la Asamblea), Darwin Pereira (Pachakutik, segundo vicepresidente de la Asamblea), Ronny Aleaga (de RC) y Esteban Torres (del PSC), se dio paso al juicio.

### Dictamen de admisibilidad de la Corte Constitucional

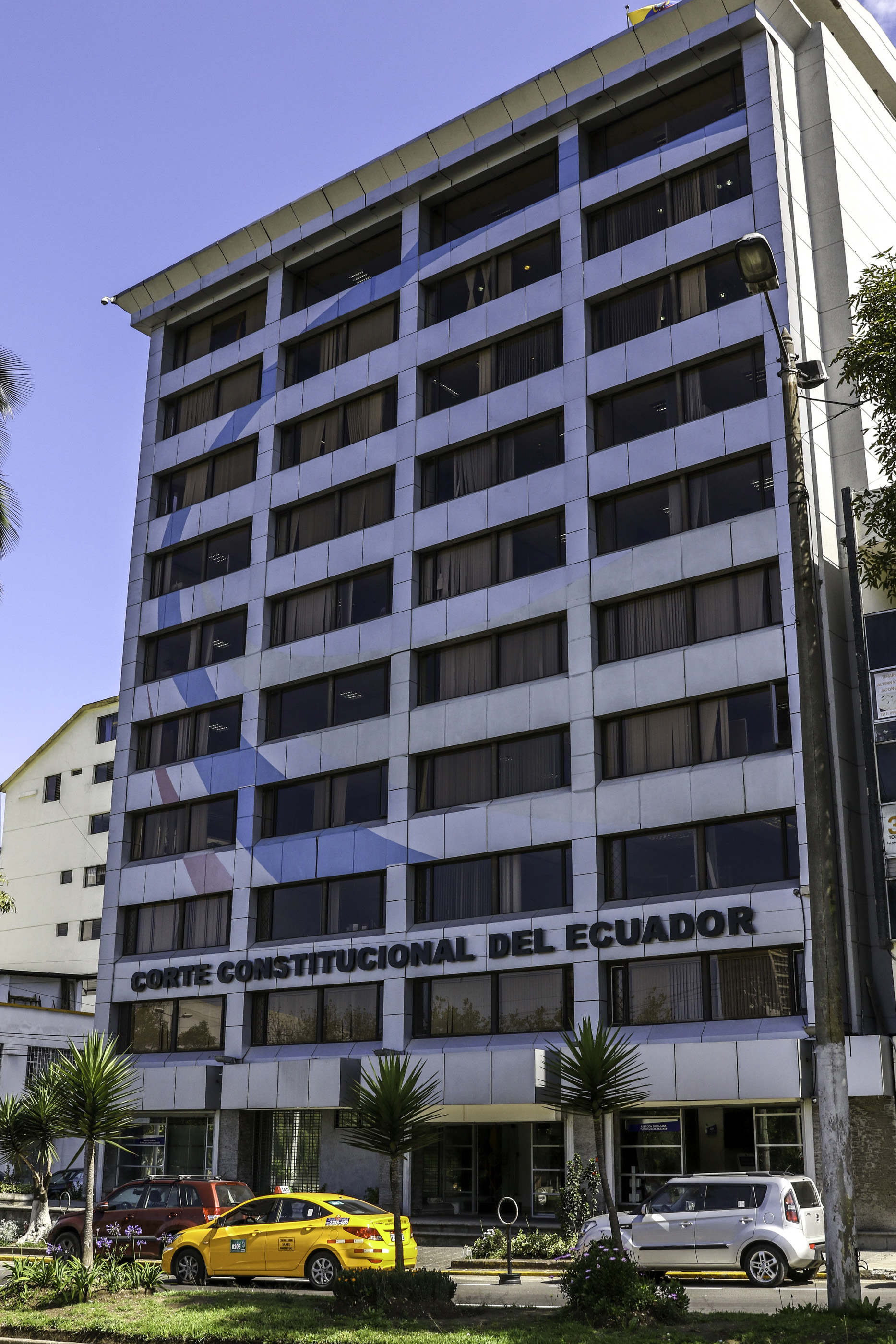
Sede de la Corte Constitucional en Quito.

La solicitud de enjuiciamiento político contra Lasso fue remitida por parte del Consejo de Administración Legislativa de la Asamblea Nacional a la Corte Constitucional el 24 de marzo de 2023. De conformidad con lo dispuesto en la normativa jurídica, la Corte tendría 6 días plazo para emitir el dictamen correspondiente, es decir, hasta el 30 de marzo. En la noche del 24 de marzo, mediante sorteo público, fue designada la jueza constitucional Teresa Nuques para que sea la ponente en la causa de solicitud de juicio político y elabore un proyecto de dictamen. Guillermo Lasso, quien se encontraba participando de la XXVIII Cumbre Iberoamericana de Jefes de Estado y de Gobierno en República Dominicana, rechazó lo que él calificó como «golpe de Estado legislativo» e hizo un llamado a la Corte Constitucional a que se respete el Estado constitucional de derecho.
El lunes 27 de marzo, la jueza Nuques presentó su proyecto de dictamen ante el Pleno, el cual fue convocado para que se emita el dictamen final. El proyecto concluía en no admitir la solicitud de juicio político, sin embargo, al no alcanzar los 6 votos necesarios para la aprobación del proyecto, por lo que se hizo un resorteo de la causa designando como nuevo ponente al juez Richard Ortiz, y el presidente de la Corte Alí Lozada, manifestó que actuará como un segundo ponente.
El 28 de marzo, por medio de tweets el medio La Posta comunicó que se había emitido un dictamen de admisibilidad del juicio en el caso 1-23-DJ, sin embargo, a través de redes sociales, la Corte desmintió esos rumores.
En la noche del 29 de marzo de 2023, luego de que en la tarde se presentó el nuevo proyecto de dictamen por los jueces Ortiz y Lozada, se procedió al emitir la decisión del Pleno que consistía en dar aprobación a la admisibilidad del juicio político en contra del presidente de la República Guillermo Lasso. La decisión fue tomada con cinco votos a favor y tres votos en contra.
Sin embargo, la decisión de admisibilidad fue aprobada únicamente sobre la acusación de peculado, y no admitió las dos acusaciones de concusión. También la Corte Constitucional hizo un llamado de atención a los asambleístas solicitantes por supuesta falta de prolijidad en la activación de la figura de juicio político; exhortando al parlamento a realizar el proceso de enjuiciamiento en el marco legal y constitucional.

### Fase de solicitudes de pruebas y sustentación
Tras la admisibilidad del juicio político por parte de la Corte Constitucional, el Consejo de Administración Legislativa (CAL) de la Asamblea Nacional resolvió el 31 de marzo iniciar el juicio político contra el presidente Lasso. El organismo dispuso a la Comisión de Fiscalización que avoque inmediatamente conocimiento de la solicitud. A su vez, el 3 de abril, la Comisión de Fiscalización de la Asamblea Nacional, avocó conocimiento del juicio político. Según el protocolo del trámite, se debe notificar a las partes implicadas, no obstante, el presidente de la Comisión de Fiscalización, Fernando Villavicencio dilató la notificación al presidente, por lo que Lasso se dio por notificado, mediante un documento enviado a Villavicencio el 6 de abril. Debido a dicha demora, el 7 de abril, el CAL aprobó una resolución en la que se exige a la Comisión de Fiscalización que no dilate el procedimiento del juicio político.
Para el 10 de abril, la Comisión de Fiscalización resolvió incorporar 49 pruebas al juicio político. La resolución estuvo marcada por fuertes debates debido a que el presidente de la comisión, Fernando Villavicencio, intentó disponer delimitaciones a la sustentación de dichas pruebas. El 12 de abril, las proponentes del juicio, Viviana Veloz y Mireya Pazmiño presentaron 958 fojas, que abarcan 11 pruebas documentales, y 12 pedidos de comparecencias a la Comisión de Fiscalización. Por su parte, el 16 de abril, el secretario Jurídico de Presidencia, Juan Pablo Ortiz, envió a la Comisión de Fiscalización la solicitud de pruebas en el marco del juicio político.

### Fase de actuación de pruebas
El 18 de abril, la Comisión de Fiscalización de la Asamblea Nacional inició la etapa de actuación de pruebas en el juicio político contra el presidente. Dicha etapa se abrió con las comparecencias de Luis Verdesoto, exsecretario Nacional Anticorrupción, y Fabián Pozo, exsecretario Jurídico de la Presidencia de la República, ante la Comisión de Fiscalización. En medio de la comparecencia de Verdesoto, el asambleísta Roberto Cuero apeló la Presidencia de la Comisión de Fiscalización a Fernando Villavicencio, a quien lo acusó de incumplir el procedimiento legislativo y falta de imparcialidad para el juicio político contra Lasso. A consecuencia de ello, el mando de la comisión fue asumido de manera interina por la asambleísta Ana Belén Cordero, de CREO. Al día siguiente, comparecieron Fernando Santos Alvite, ministro de Energía, y Juan Carlos Bermeo, su antecesor. También debía comparecer aquel día Jhonny Estupiñán, exgerente de Flopec y testigo principal, quien se excusó aduciendo la falta de imparcialidad de Fernando Villavicencio. Quien sí asistió fue su sucesor en Flopec, Oswaldo Rosero, el mismo que ratificó que el contrato de Flopec con Amazonas Tanker beneficiaba a terceros.

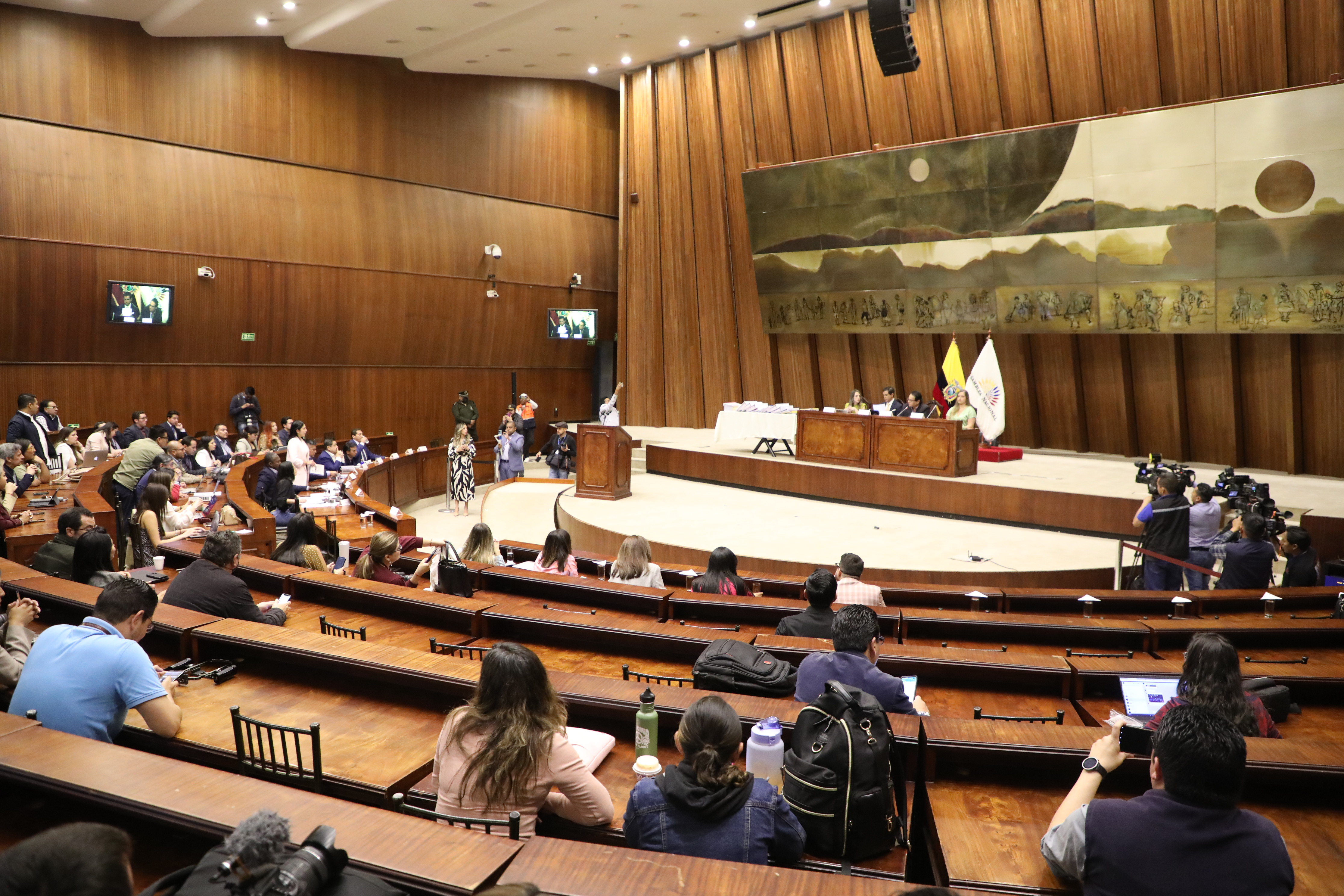
Sesión de la Comisión de Fiscalización, en la que se rechazó por votación el "informe borrador", presentado por Fernando Villavicencio.

El 21 de abril fue el turno de las comparecencias de Íñigo Salvador, exprocurador General del Estado, y su sucesor, Juan Carlos Larrea, quienes señalaron que la Procuraduría se abstuvo de revisar contrato de Flopec, en el que se basa la acusación de peculado al presidente Lasso. El presidente Lasso fue convocado a comparecer el 26 de abril; sin embargo, el secretario Jurídico de la Presidencia de la República, Juan Pablo Ortiz, anticipó que por estrategia de defensa, Lasso solo comparecerá ante el Pleno de la Asamblea. La fase de actuación de pruebas finalizó el 26 de abril, con la presentación de argumentos de parte de Viviana Veloz, una de las proponentes del juicio; y de Edgar Neira, abogado del presidente.

### Informe y votación de aprobación
Tras culminar la fase de actuación de pruebas, la Comisión de Fiscalización debía presentar un informe del juicio político, en el que se recomienda o no al Pleno de la Asamblea Nacional llamar a juicio al presidente Lasso. No obstante, los asambleístas de oposición, quienes conforman la mayoría en dicha comisión, afirmaron desconocer dónde y quién estaba elaborando dicho informe. El asambleísta Bruno Segovia denunció que Santiago Becdach, asesor de Fernando Villavicencio, era una de las personas que estaba redactando el informe, sin ponerlo en conocimiento de los miembros de la comisión, además que ya dio su opinión adelantada respecto a su negativa contra el proceso. Segovia alertó que el objetivo de Villavicencio era aprovecharse de un vacío legal para tratar de dejar en el limbo el juicio político. Por su parte, Villavicencio, en una entrevista televisiva dio a conocer que el borrador de dicho informe, en el cual la recomendación central del documento es que no se llame a juicio político al mandatario. Es así que el 6 de mayo, la Comisión de Fiscalización debatió sobre el borrador del informe, rechazando su contenido mediante votación. Tras la votación, el presidente de la comisión, Fernando Villavicencio, clausuró de forma abrupta la sesión, pese a que los asambleístas de oposición habían presentado una moción para tratar observaciones al informe y recomendar la censura a Lasso; dicha moción quedó sin tratar. En declaraciones a los medios, la asambleísta Viviana Veloz, promovente del juicio político, afirmó que el informe no tiene carácter vinculante porque no fue aprobado por los integrantes de la Comisión de Fiscalización.
En medio de la coyuntura política, varios servidores públicos, denunciaron, principalmente por redes sociales, que han recibido mensajes de convocatorias obligatorias para marchar y realizar plantones en favor del presidente Lasso. Según los trabajadores, las órdenes vendrían desde la Presidencia de la República con el fin realizar una jornada de movilizaciones que contemplaría cinco lugares donde ocurrirían los plantones, la mayoría en el centro histórico de Quito. Además, existiría un banco de preguntas y respuestas planificadas con anterioridad para los asistentes contesten de memoria, según una publicación realizada por el medio de comunicación digital La Posta. De manera similar, la Unión Nacional de Educadores (UNE) denunció que directores zonales y distritales del Ministerio de Educación estarían obligando a docentes a acudir a aquellas manifestaciones, haciendo uso, inclusive, de sus días de vacaciones para movilizarse a Quito.
Como en la Comisión de Fiscalización no hubo consenso sobre el tema, el mismo pasó a manos del Pleno legislativo. El presidente del parlamento, Virgilio Saquicela, convocó a la Asamblea Nacional a una sesión el 9 de mayo, para someter a votación el llamamiento a juicio político al presidente Lasso. En dicha sesión, la asamblea dio paso al proceso de juicio político. La resolución se aprobó con 88 votos a favor, 23 en contra y 5 abstenciones.

## Denuncias de compra de votos

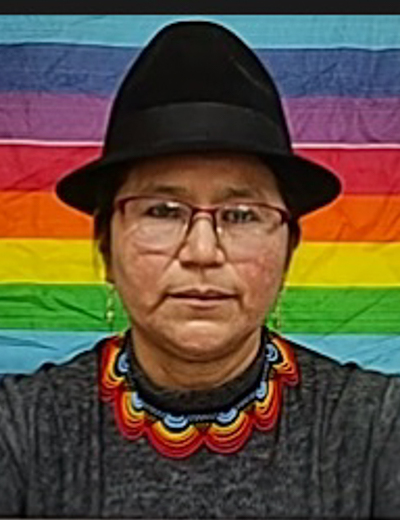
Cecilia Velasque, subcoordinadora nacional de Pachakutik, quien habría negociado con el gobierno los votos de su partido.

Desde el inicio del trámite del juicio político, han existido diversas denuncias y acusaciones acerca de la "compra de votos" del gobierno de Guillermo Lasso a varios asmbleístas. Durante este periodo, han sido recurrentes los cambios en los puestos de varias carteras del Estado, entregando varias instituciones públicas como cuotas políticas a varios partidos y personajes políticos, además de abandonos de bancadas en la Asamblea Nacional.

### Pachakutik
En medio de la coyuntura del juicio, el 17 de abril, medio de comunicación digital La Posta, realizó una publicación de audios en los que la subcoordinadora nacional de Pachakutik, Cecilia Velasque, hablaba sobre la negociación de votos de la bancada de Pachakutik con el gobierno. En la grabación, se escucha a Velasque decir: «A mí no me van a venir a ofrecer pasa cafés (…) A mí me dan ministerio completo o nada (…) Bien o mal algo, pero va con algo bueno, no por hueso». Según la Posta, el audio correspondería a una conversación de Cecilia Velasque con el exministro Francisco Jiménez Sánchez, en la que además se pone de manifiesto que el movimiento Pachakutik «no cuenta» con ningún representante en algunos poderes del Estado. Además, la subcoordinadora nacional de Pachakutik manifestó a Jiménez que «cualquiera de ustedes puede intervenir, eso es negociar», al tiempo que le propuso asumir los ministerios de Agricultura, Bienestar Social y Obras Públicas. Por su parte, Velasque reconoció que se trata de su voz y sus palabras, que acontecieron en una reunión con sus coidearios de Pachakutik en el quinto piso del Palacio Legislativo; no obstante, afirmó que lo que dijo sobre el intercambio de ministerios era en “sentido figurativo”.
Tras la divulgación de los audios, la Confederación de Nacionalidades Indígenas del Ecuador (Conaie), se pronunció pidiendo a Pachakutik expulsar a Velasque de sus filas, además de acciones inmediatas para separar del partido a los asambleístas Ricardo Vanegas y Gisela Molina debido a que «públicamente mantienen un dudoso vínculo para salvar a Lasso del juicio político». Además, instaron a que la Asamblea Nacional investigue las negociaciones realizadas en las últimas semanas en el quinto y séptimo piso del parlamento y que se indaguen con las instituciones correspondientes todas las cuentas bancarias y patrimonio de todos los asambleístas.

### Izquierda Democrática

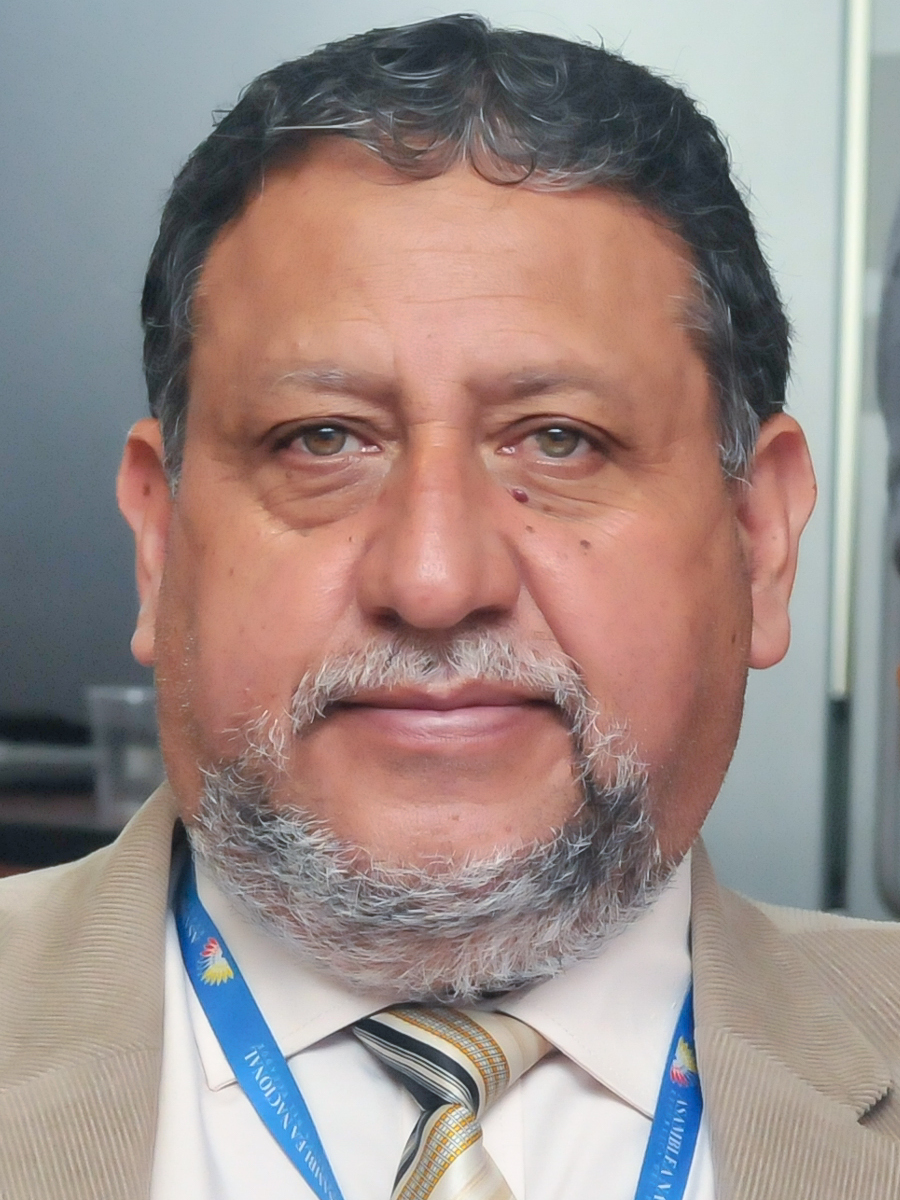
Ramiro Frías, asambleísta de Tungurahua por la Izquierda Democrática.

Debido a las disputas internas, la postura de la Izquierda Democrática respecto al juicio político fue ambigua. Ciertos legisladores, como Dalton Bacigalupo y Alejandro Jaramillo, mostraron abiertamente una postura afín al gobierno de Lasso. Las cuotas políticas de Lasso a la ID se localizaron principalmente en la Provincia de Tungurahua; es así que el 20 de abril, fue designado Saúl Medina (personaje cercano al asambleísta Ramiro Frías), como nuevo Gobernador de Tungurahua. Pocos días después, el presidente de la Izquierda Democrática de Tungurahua, Francisco Mena (quien, a su vez, es cercano a Saúl Medina), fue posesionado como nuevo gerente provincial de BanEcuador.
En el ámbito nacional, el 26 de abril, una de las máximas figuras de Izquierda Democrática, Paco Moncayo, fue designado por el presidente Lasso como Consejero de Seguridad Nacional. Cabe destacar que este cargo fue creado exclusivamente para Moncayo, ya que era previamente inexistente. Tras aquellos movimientos políticos, la bancada legislativa de la ID, en un comunicado publicado minutos antes de la sesión de la Asamblea Nacional para decidir el llamamiento a juicio político a Lasso, declaró que se abstiene en dicha votación parlamentaria.

### Partido Social Cristiano
Si bien el Partido Social Cristiano ha expresado su postura a favor del juicio político, desde que comenzó el trámite del mismo, su bancada legislativa se fue desgranando, siendo cuatro los asambleístas que abandonaron las filas del PSC. El primer legislador en dejar la bancada socialcristiana desde que empezaron las denuncias de "compras de votos", fue Javier Ortiz, representante de la Provincia de Esmeraldas, quien anunció su separación el 20 de abril. A la salida de Ortiz le siguió la de Elina Narváez, quien se desafilió del PSC, lo que provocó su expulsión de la bancada socialcristiana el 3 de mayo. Narváez había asumido la curul, tras la renuncia de César Rohon, quien, a su vez, había sido el primer legislador del Partido Social Cristiano en abandonar el partido y pasarse al oficialismo. Al día siguiente, Karen Noblecilla, que había ocupado el escaño tras la renuncia de Carlos Falquez, representante de la Provincia de El Oro, también dejó la bancada legislativa del Partido Social Cristiano. Finalmente, el 9 de mayo, en medio de la sesión legislativa en la que se sometió a votación el llamamiento a juicio político al presidente Lasso, Geraldine Weber anunció su salida de la bancada del PSC. Ante esta situación, el presidente del Partido Social Cristiano, declaró que las salidas de la bancada responden a «unos pocos asambleístas sin ética» que han «vendido su conciencia».

## Juicio político

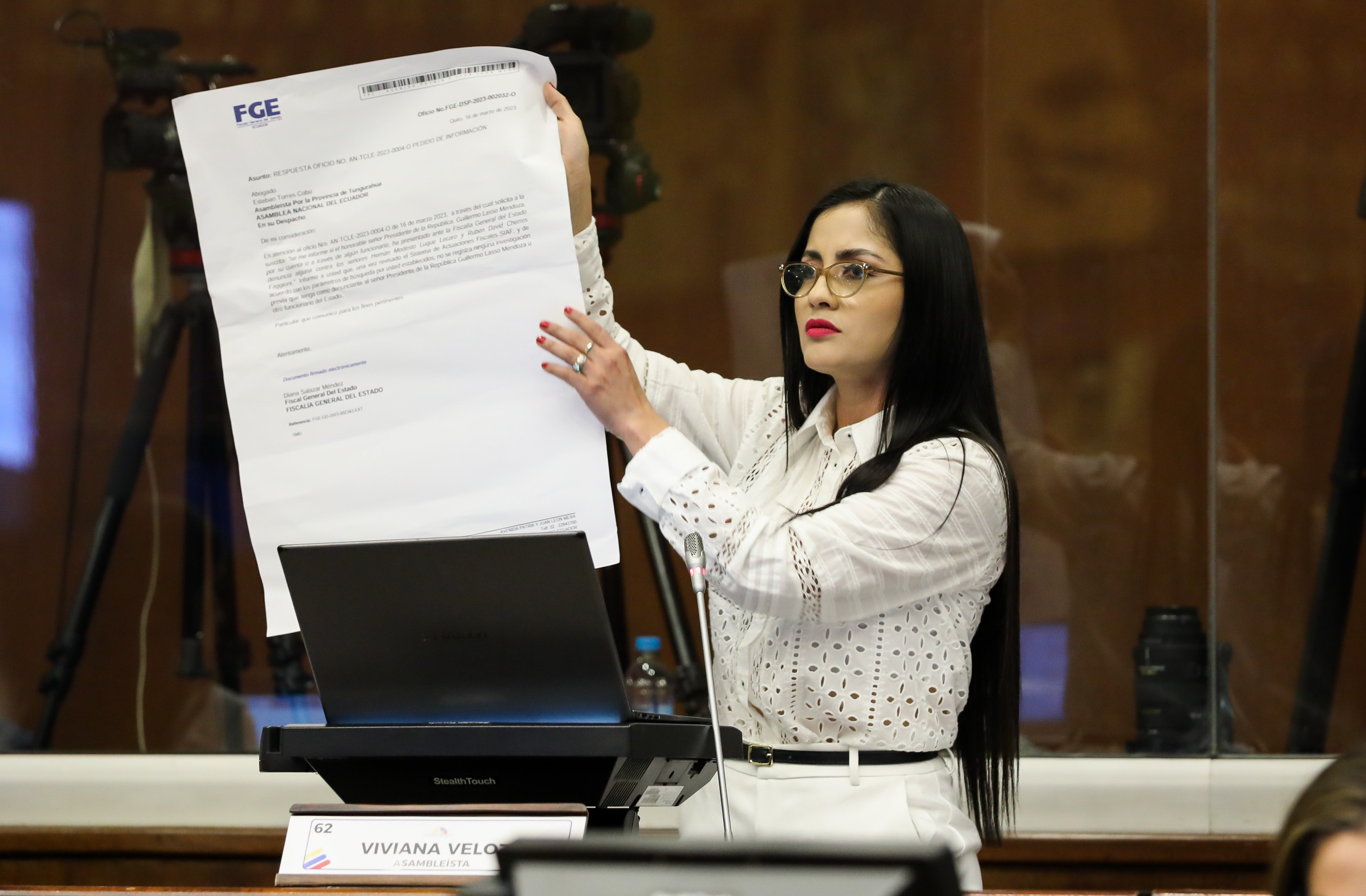
Viviana Veloz, durante su interpelación en el juicio político.

La sesión del juicio político en el Pleno de la Asamblea Nacional comenzó el 16 de mayo de 2023, pasadas las 10h00. Tras constatar cuórum, el presidente de la Asamblea, Virgilio Saquicela, dispuso la lectura del expediente y de la resolución del Pleno con la que, con 88 votos a favor, se viabilizó este proceso. A continuación se dieron las interpelaciones de Viviana Veloz y Esteban Torres. Tras las interpelaciones, el presidente Lasso comapareció ante el parlamento en horas de la tarde, en un discurso que duró 50 minutos aproximadamente. Posteriormente Lasso se retiró del parlamento, sin hacer uso de su derecho a la réplica; recurso que sí fue ejercido por sus interpelantes.
Durante esta jornada, en los exteriores del Palacio Legislativo, se realizó una masiva concentración de servidores públicos, que fueron obligados a trasladarse a Quito a "respaldar" a Lasso en su comparecencia en la Asamblea Nacional. Inclusive, por redes sociales se difundieron audios, supuestamente de parte de militares y policías en servicio pasivo, incitando a la violencia contra los legisladores que llevan a cabo el juicio político. Por otra parte, también se registraron movilizaciones en contra del presidente Lasso, de ciudadanos y colectivos que apoyan el juicio político.
Tras las réplicas de Veloz y Torres, el presidente del parlamento abrió el debate pasadas las 16h00. Tras varias intervenciones, la sesión se suspendió en la noche, con la intención de continuar al día siguiente.

## Muerte cruzada
Sin embargo, a primera hora del 17 de mayo, el presidente Lasso decretó la "muerte cruzada", firmando el decreto ejecutivo N.° 741 con lo cual disuelve la Asamblea con efecto inmediato y le permite gobernar por decreto durante seis meses. Medida con la cual se obstruyó por completo del desenlace del juicio político.